# Bélier de Meissen
Le bélier de Meissen (ou meißner, ou encore Meißner Widder en allemand) est une race de lapin domestique originaire d'Allemagne.

## Histoire
Le bélier de Meissen a été présenté pour la première fois en 1900 en Allemagne. Il est issu du bélier anglais et du bélier français croisés avec de petits lapins à la fourrure argentée. Ces croisements sont effectués à Meissen par les éleveurs Leo Reck et Emil Neupold. Cette race figure en 2010 comme race menacée de l'année par la Gesellschaft zur Erhaltung alter und gefährdeter Haustierrassen ; elle est désormais sauvée de l'extinction, mais à cause de ses effectifs faibles elle est inscrite à la liste rouge des races en danger. Cette race n'est pas reconnue en France. Au Royaume-Uni, elle est reconnue comme race rare par le British Rabbit Council.

## Description
C'est un lapin de taille moyenne, de 4,5 à 5,5 kg, au corps ramassé, large et solide. Il est plus petit que le bélier français. Comme les autres béliers, il possède de larges oreilles tombantes. Sa fourrure dense est de couleur argenté foncé (75 % des sujets) ou gris argenté (18 % des sujets), dite bleu argenté. Le reste présente d'autres couleurs (havane, jaune, brun, etc.).